# جیرکل
جیرکل، روستایی از توابع بخش رحیم‌آباد شهرستان رودسر در استان گیلان ایران است.
جیرکل یکی از تولید کنندگان گل گاوزبان و فندق است و دارای طبیعتی بسیار زیبا می باشد

## جمعیت
این روستا در دهستان اشکور سفلی قرار دارد و براساس سرشماری مرکز آمار ایران در سال ۱۳۸۵، جمعیت آن ۱۷۷ نفر (۵۰خانوار) بوده‌است.